# Дуті Чанд
Дуті Чанд (3 лютого 1996) — індійська спринтерка, чинна національна чемпіонка з бігу на 100 метрів серед жінок. 2013 року Чанд стала першою індійською спринтеркою, яка вийшла у фінал забігу на 100 метрів на світових юнацьких легкоатлетичних змаганнях, а 2016 року взяла участь в Олімпійських іграх у Ріо-де-Жанейро. Вона стала третьою індійською жінкою, яка пройшла кваліфікацію на 100-метрову дистанцію серед жінок на літніх Олімпійських іграх. У 2018 році Чанд завоювала срібло на дистанції 100 метрів серед жінок на Азійських іграх у Джакарті. Це була перша медаль Індії на цих змаганнях з 1998 року. Крім того, у 2019 році вона стала першою індійською спринтеркою, яка виграла золото на Універсіаді, показавши 11,32 секунди на дистанції 100 метрів.
Чанд опинилася в центрі суперечки про гіперандрогенію в легкій атлетиці. У 2014 році її відсторонили від міжнародних змагань через Правила ІААФ щодо гіперандрогенії, які встановлюють обмеження на природний рівень тестостерону для спортсменок. Чанд оскаржила ці правила, що призвело до знакової справи в Спортивному арбітражному суді (CAS) у 2015 році, який призупинив дію правил на два роки, посилаючись на недостатню кількість наукових доказів на їх підтримку. У 2018 році ІААФ ввела нові правила, знову порушивши питання про включення інтерсексуальних спортсменів у жіночий спорт та Олімпійські ігри.
Чанд також стала першою в Індії спортсменкою, яка відкрито заявила про себе як про члена ЛГБТК+ спільноти, розповівши 2019 року про свої одностатеві стосунки.

## Ранні роки
Третя з семи дітей, Чанд народилася 3 лютого 1996 року в сім'ї ткача, яка перебувала за межею бідності, в Гопалпурі, невеликому селі штата Одіша, одному з найбідніших районів Індії. Її старша сестра Сарасваті, бігунка рівня штату, була її джерелом натхнення. У віці чотирьох років Чанд почала займатися бігом разом із Сарасваті на місцевій доріжці в їхньому селі. У 2006 році, коли Чанді було 10 років, їх зарахували до державного спортивного гуртожитку. Чанд більше не жила вдома і тренувалася за національною програмою за три години їзди від будинку, де вона займалася легкою атлетикою. Ця національна програма дозволила їй надавати фінансову підтримку своїй сім'ї, що дало їм змогу переїхати з двокімнатного будинку без санвузла.
У 2013 році вступила до інституту КІТ на юридичний факультет.

## Кар'єра

### 2012—2013

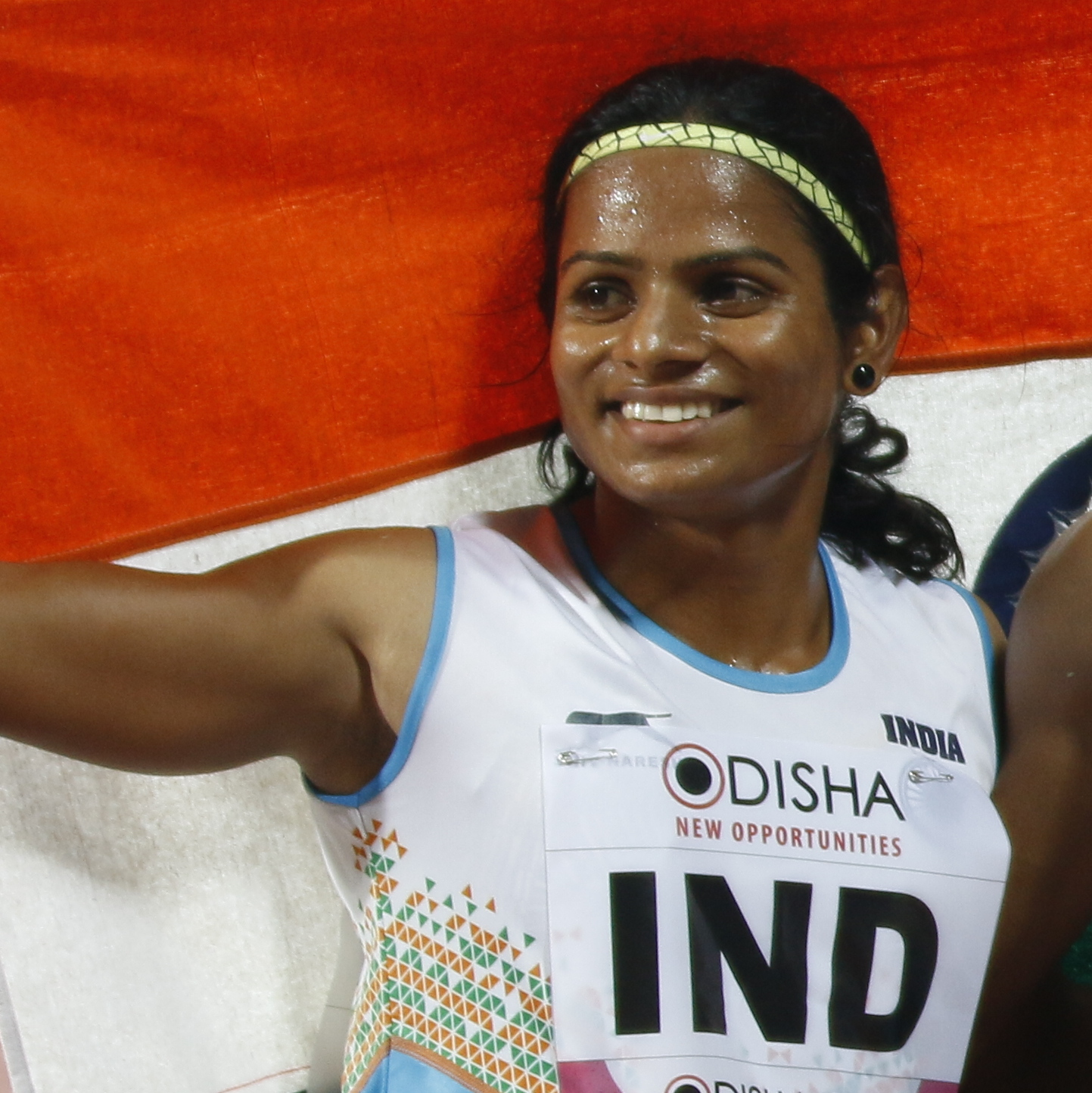

У 2012 році Чанд стала національною чемпіонкою в категорії до 18 років, коли на національному юнацькому чемпіонаті з легкої атлетики показала результат 11,85 секунди. Згідно з правилами Міжнародної асоціації легкоатлетичних федерацій, Чанд можуть допустити до змагань тільки в тому разі, якщо вона знизить рівень тестостерону, що не перевищує чоловічу норму. Чанд заявила: «Я вважаю, що неправильно змінювати своє тіло для участі в спорті», а потім додала: «Я ні для кого не змінююся».
У 2013 році вона вступила до університету KIIT для вивчення права[. Станом на 2016 рік вона працює виконавчим директором у державній компанії The Odisha Mining Corporation Ltd. З результатом 23,811 секунди Чанд завоювала бронзу в бігу на 200 метрів серед жінок на чемпіонаті Азії з легкої атлетики 2013 року в Пуні. Того ж року вона стала першою індійкою, яка вийшла у фінал світового чемпіонату з легкої атлетики з бігу на 100 метрів на молодіжному чемпіонаті світу 2013 року. В тому ж році вона стала національною чемпіонкою в бігу на 100 і 200 метрів, вигравши змагання з результатом 11,73 с у фіналі на 100 м та з найкращим у кар'єрі результатом 23,73 с на 200 метрів на Національному чемпіонаті з легкої атлетики серед дорослих в Ранчі.

### 2014—2015 Суперечка про гіперандрогенію
У червні 2014 року Чанд виграла дві золоті медалі на юніорському чемпіонаті Азії з легкої атлетики в бігу на 200 метрів та в естафеті 4×400 метрів. У бігу на 200 метрів вона покращила свій попередній час до 23,74 секунди та сподівалася кваліфікуватися на Ігри Співдружності, але Чанд була виключена з контингенту на Ігри Співдружності 2014 року в останню хвилину після того, як Федерація легкої атлетики Індії оголосила, що вона не має права змагатися як спортсменка через гіперандрогенію. Після Ігор Співдружності вона також була виключена з індійського контингенту на Азійські ігри 2014 року. Не було жодних припущень, що Чанд була причетна до шахрайства або вживання допінгу, і це рішення було широко розкритиковане захисниками інтерсексуальності.
Чанд подала апеляцію до Спортивного арбітражного суду (CAS). Канадська юридична фірма Davies, Ward, Philips & Vineberg, LLP представляла її інтереси на безоплатній основі. Політика IAAF щодо гіперандрогенії, або високого природного рівня тестостерону у жінок, була призупинена після розгляду справи Дуті Чанд проти Федерації легкої атлетики Індії (AFI) та Міжнародної асоціації легкоатлетичних федерацій (IAAF) у Спортивному арбітражному суді, рішення якого було винесено в липні 2015 року. У рішенні було встановлено, що не було надано жодних доказів того, що тестостерон підвищує спортивні результати жінок, і повідомлено ІААФ, що вона має два роки для надання доказів. Це рішення фактично скасувало відсторонення Чанд, дозволивши їй знову брати участь у змаганнях.
Процес визначення того, чи може Чанд змагатися з жінками, завдав їй значних страждань, включаючи інвазивні медичні обстеження та принизливий громадський контроль. Санті Соундараджан, індійська бігунка на середні дистанції, висловила свою підтримку Чанд, заявивши, що Чанд не повинна бути «жертвою». Вона сказала, що потрібно вжити заходів, для повернення Чанд на бігову доріжку. Коментуючи у 2018 році справу інтерсексуальної бігунки Кастер Семеня, Чанд розповіла свій біль і боротьбу протягом чотирьох років, коли їй зі спірних причин не дозволили брати участь у міжнародних змаганнях через гіперандрогенію. «Ці чотири роки були надзвичайно важкими для мене. Негатив, страх, що моя кар'єра закінчиться передчасно, неприємні коментарі про моє тіло — я зіткнулася з усім цим. Я відчуваю величезне полегшення від того, що знову можу безстрашно бігти, знаючи, що тепер моя битва існує лише на доріжці, а не поза нею».

### 2016
Після зміни правил щодо гіперандрогенії Чанд відновила змагання та взяла участь у бігу на 60 метрів на чемпіонаті Азії з легкої атлетики у приміщенні 2016 року, де вона встановила національний рекорд Індії — 7,28 секунди у кваліфікаційному раунді а у фіналі завоювала бронзову медаль з часом 7,37 секунди.
Чанд показала час 11,33 секунди в бігу на 100 м, завоювавши золото і побивши 16-річний національний рекорд Рачіти Містрі (11,38 с), встановлений раніше на чемпіонаті країни з легкої атлетики в Кубку Федерації 2016 року в Нью-Делі. Однак до кваліфікаційного нормативу Олімпіади в Ріо-де-Жанейро (11,32 с) їй не вистачило однієї сотої секунди. 25 червня 2016 року Чанд побила той самий національний рекорд двічі за один день, показавши результат 11,24 с на XXVI Міжнародному турнірі «Меморіал Г. Косанова» в Алмати, Казахстан, і таким чином пройшла кваліфікацію на Олімпійські ігри. "«Я дуже щаслива зараз, це був важкий рік для мене, і я дуже рада, що мій тренер… і моя важка праця принесла свої плоди. Я хотіла б подякувати всім людям в Індії, які молилися за мене, щоб я пройшла кваліфікацію. Ваші побажання виправдалися».

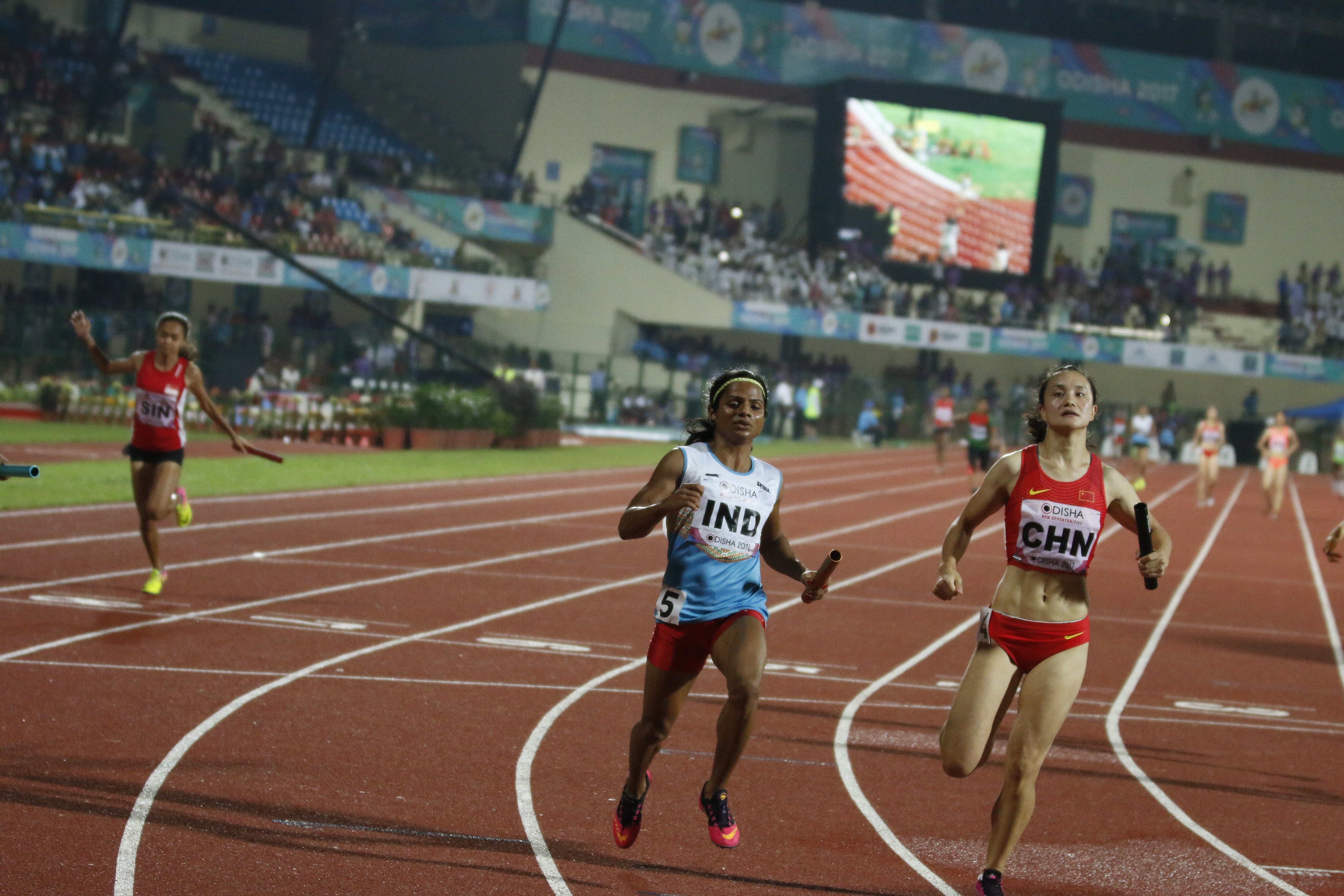
Чанд в дії під час естафети на біговій доріжці у 2017 році.

На Олімпійських іграх 2016 року в Ріо-де-Жанейро вона стала третьою індійською жінкою, яка брала участь у жіночому забігу на 100 метрів, але не пройшла далі першого забігу, де показала час 11,69 секунди.
Після Ріо Чанд тренується в Хайдарабаді з молодими спортсменами, серед яких найвідоміша зірка індійського бадмінтону П. В. Сінду.
У 2016 році головний міністр Навін Патнаїк призначив Чанда помічником керівника гірничодобувної корпорації Odisha Mining Corporation, пояснивши, що рішення уряду напряму працевлаштовувати спортсменів має на меті винагородити їхні досягнення та забезпечити їм фінансову стабільність.

### 2017−2019

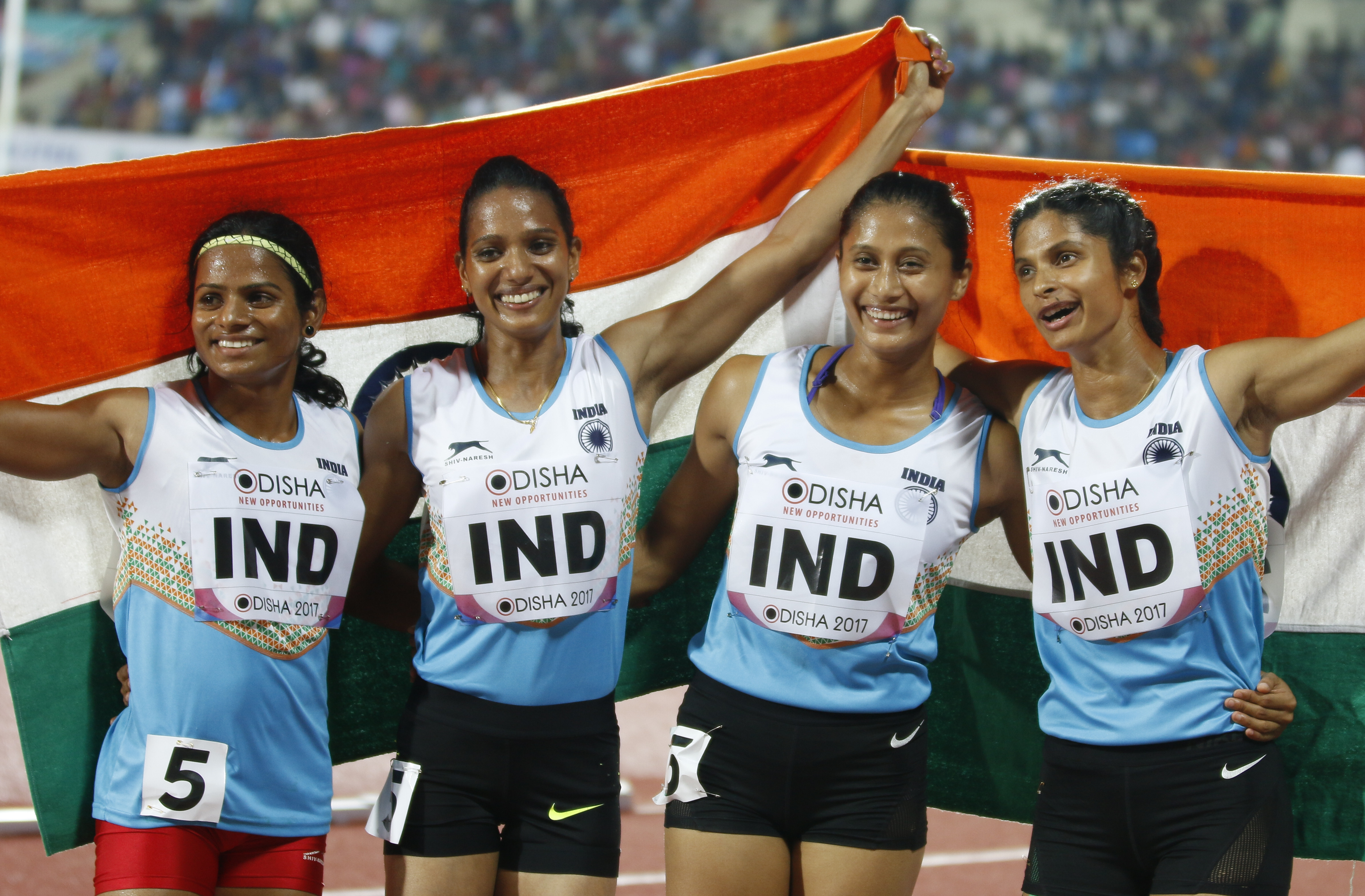
Чанд (ліворуч) у складі індійської команди з естафети 4×100 м на Чемпіонаті Азії 2017 року

У 2017 році на чемпіонаті Азії з легкої атлетики вона завоювала дві бронзові медалі, одну в бігу на 100 метрів, іншу в естафеті 4×100 метрів разом з Срабані Нандою, Мерліном К Джозефом та Гімашрі Роєм у Бхубанешварі. На Азійських іграх 2018 року в Джакарті Чанд у фіналі на дистанції 100 метрів виграла срібну медаль, свою першу медаль на Азійських іграх, показавши 11,32 секунди 26 серпня. 29 серпня вона знову завоювала своє друге срібло на Азійських іграх у фіналі дистанції на 200 метрів. Її срібло в бігу на 100 метрів стало срібною медаллю Індії в цій категорії через 32 роки після перемоги П. Т. Уша в 1986 році та першою медаллю Чанд на Азійських іграх, оскільки вона була дискваліфікована у 2014 році, а її срібло в бігу на 200 метрів — через 16 років після того, як Сарасваті Саха здобула золото в Пусані у 2002 році.
Отримавши ці дві медалі після тривалого судового процесу, вона висловила своє занепокоєння щодо свого майбутнього: «Моя юридична команда допомогла мені повернутися. Але ніхто не міг гарантувати, що станеться в майбутньому». Посилаючись на боротьбу Кастер Семеня, вона сказала: «Кастер Семеня все ще бореться. Страх є завжди, але його потрібно долати».
На Літній Універсіаді 2019 року в Неаполі Чанд виграла золото в бігу на 100 метрів, ставши першою індійською жінкою-спринтером, яка виграла золото на Універсіаді. Вона завершила спринт за 11,32 секунди. Вона також була прапороносцем під час церемонії відкриття заходу.

### 2019— камінг-аут
У травні 2019 року Чанд стала першою в Індії представницею гомосексуальної орієнтації, яка публічно розповіла про те, що перебуває в одностатевих стосунках. Чанд заявила, що рішення Верховного суду Індії 2018 року про декриміналізацію гомосексуальних стосунків дало їй змогу відкрито говорити про свою сексуальність. Заява Чанд була зустрінута неоднозначною реакцією. Хоча вона отримала широку підтримку в соціальних мережах і від ЛГБТК+ спільноти, вона також зіткнулася з різкою негативною реакцією з боку рідного села, де жителі дезавуювали її висловлювання і назвали їх «принизливими». Її старша сестра погрожувала вигнати її з сім'ї.

### Подальше життя
У серпні 2019 року відомий бренд спортивного одягу Puma підписав з Чанд дворічний контракт на рекламу своєї продукції.
У 2021 році Чанда виступала на перенесених Олімпійських іграх 2020 року в Токіо в бігу на 100 і 200 метрів серед жінок, пройшовши кваліфікацію завдяки своєму світовому рейтингу, оскільки вона не відповідала вимогам для участі в змаганнях (мінімальний час). У перших забігах вона показала час 11,54 і 23,85 секунди відповідно, що не відповідало вимогам для виходу в півфінал.
Вона була однією зі спортсменок, чия історія була висвітлена в документальному фільмі Філліс Елліс «Категорія 2022: Жінка».
У 2022 році вона стала учасницею танцювального реаліті-шоу Jhalak Dikhhla Jaa 10[1][2].
18 січня 2023 року було оголошено, що Чанд здала позитивний тест на три різні заборонені речовини.
У 2024 році Чанд оголосила про своє рішення піти зі спорту після участі в Олімпійських іграх 2024 року в Парижі. Вона пояснила: «Я старію, я вже не така швидка, як раніше».

## Міжнародні змагання

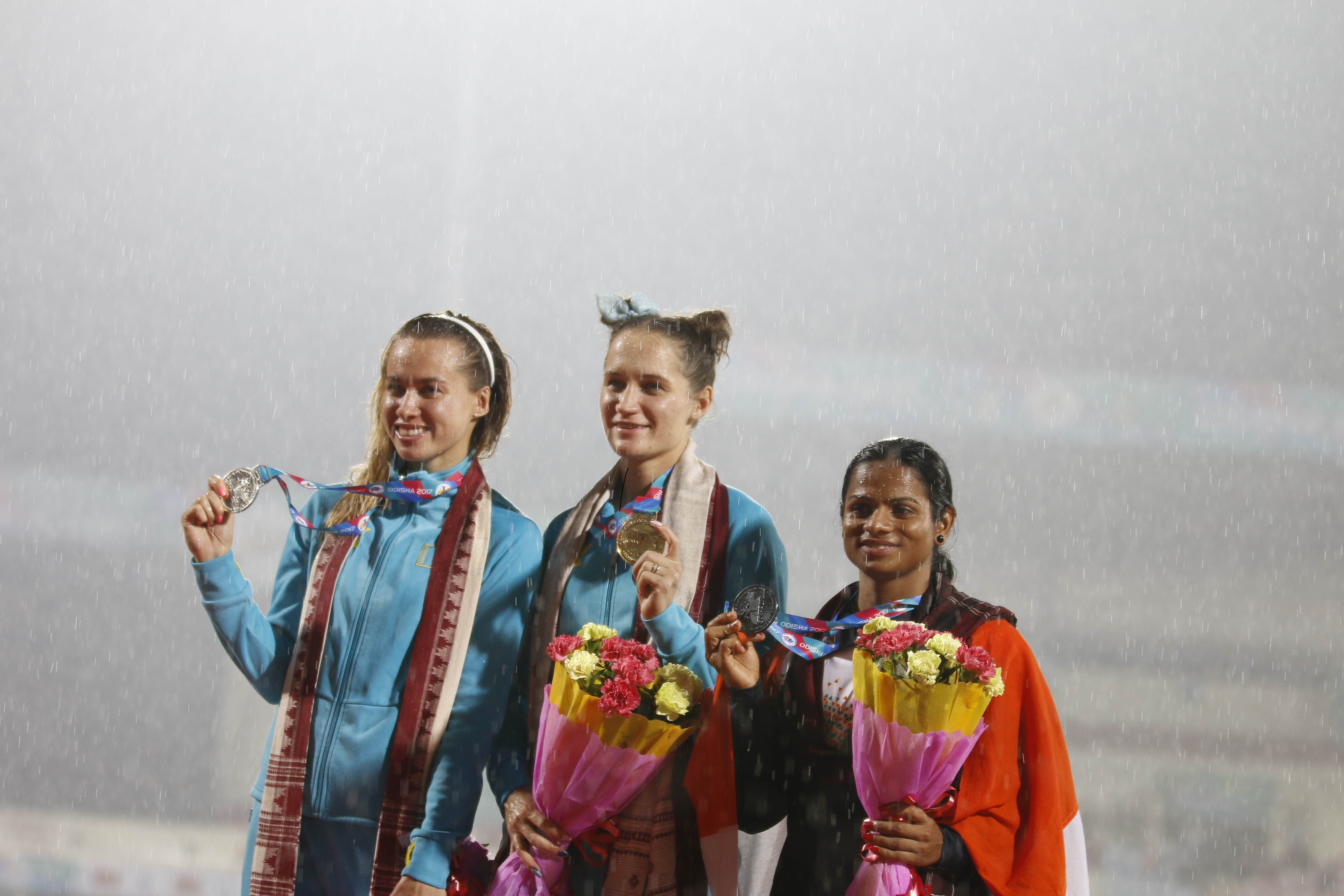
Чанд (праворуч) на подіумі після бронзової медалі на Чемпіонаті Азії 2017 року.

| Рік                            | Змагання                       | Місто                          | Місце                          | Примітки                       |                                |
| Змагання на відкритому повітрі | Змагання на відкритому повітрі | Змагання на відкритому повітрі | Змагання на відкритому повітрі | Змагання на відкритому повітрі | Змагання на відкритому повітрі |
| ------------------------------ | ------------------------------ | ------------------------------ | ------------------------------ | ------------------------------ | ------------------------------ |
| 2013                           | Чемпіонат світу серед юнаків   | Донецьк, Україна               | 6                              | 100 м                          | 11.71 с                        |
| 2013                           | Чемпіонат Азії                 | Пуна, Індія                    | 3                              | 200 м                          | 23.811 с                       |
| 2014                           | Чемпіонат Азії серед юніорів   | Тайбей, Тайвань                | 1                              | 200 м                          | 23.74 с                        |
| 2014                           | Чемпіонат Азії серед юніорів   | Тайбей, Тайвань                | 1                              | 4×400 м                        | 3.40.53 мін                    |
| 2016                           | XXVI «Меморіал Г. Косанова»    | Алмати, Казахстан              | NR                             | 100 м                          | 11.24 с                        |
| 2016                           | Олімпійські ігри               | Джакарта, Індонезія            | H5–7                           | 100 м                          | 11.69 с                        |
| 2017                           | Чемпіонат Азії                 | Бхубанешвар, Індія             | 3                              | 100 м                          | 11.52 с                        |
| 2017                           | Чемпіонат Азії                 | Бхубанешвар, Індія             | 3                              | 4×100 м                        | 44.57 с                        |
| 2017                           | Чемпіонат світу                | Лондон, Велика Британія        | H5–5                           | 100 м                          | 12.07 с                        |
| 2018                           | Азійські ігри                  | Джакарта, Індонезія            | 2                              | 100 м                          | 11.32 с                        |
| 2018                           | Азійські ігри                  | Джакарта, Індонезія            | SF1–1 PB                       | 200 м                          | 23.00 с                        |
| 2018                           | Азійські ігри                  | Джакарта, Індонезія            | 2                              | 200 м                          | 23.20 с                        |
| 2019                           | Чемпіонат Азії                 | Доха, Катар                    | H4−1 NR                        | 100 м                          | 11.28 с                        |
| 2019                           | Чемпіонат Азії                 | Доха, Катар                    | SF NR                          | 100 м                          | 11.26 с                        |
| 2019                           | Чемпіонат Азії                 | Доха, Катар                    | FL−5                           | 100 м                          | 11.44 с                        |
| 2019                           | Чемпіонат Азії                 | Доха, Катар                    | 3                              | 200 м                          | 23.24 с                        |
| 2019                           | XXX Літня Універсіада          | Неаполь, Італія                | 1                              | 100 м                          | 11.32 с                        |
| Змагання в приміщенні          |                                |                                |                                |                                |                                |
| 2016                           | Чемпіонат Азії в приміщенні    | Доха, Катар                    | H−1 NR                         | 60 м                           | 7.28 с                         |
| 2016                           | Чемпіонат Азії в приміщенні    | Доха, Катар                    | 3                              | 60 м                           | 7.37 с                         |
| 2016                           | Чемпіонат світу в приміщенні   | Портленд, США                  | H5–5                           | 60 м                           | 7.30 с                         |
| 2016                           | Чемпіонат світу в приміщенні   | Портленд, США                  | SF3–8                          | 60 м                           | 7.62 с                         |

Легенда
- H − Забіги/кваліфікаційні раунди
- СФ − Півфінал
- FL − Фінал
- NR − Національний рекорд
- PB − Особистий рекорд

## Нагороди та відзнаки
- ₹3 crore (equivalent to ₹4.0 crore or US$480,000 in 2023) from the Government of Orissa for winning silver medals at the 2018 Asian Games.
- ₹3 крор (480 000 доларів США у 2023 році) від уряду штату Орісса за здобуття срібних медалей на Азійських іграх 2018 року.